# Tine Logar
Tine Logar (tudi Valentin Logar), slovenski dialektolog in jezikoslovec, * 11. februar 1916, Horjul, † 24. december 2002.
Na Filozofski fakulteti v Ljubljani je leta 1940 diplomiral iz slavistike, naslednje leto pa zaradi bližajoče se vojne tudi doktoriral z disertacijo o horjulskem govoru. Med vojno je sodeloval v NOB; zaradi domnevnega sodelovanja z Informbirojem je bil zaprt na Golem otoku. V letih 1947–58 pa je delal kot dialektolog na Inštitutu za slovenski jezik pri SAZU, nato pa (od 1966/67 kot redni profesor) do upokojitve 1978 predaval zgodovino slovenskega jezika in dialektologijo na FF (slednjo še po upokojitvi - do 1986). Bil je tudi predstojnik Oddelka za slovanske jezike in književnosti, prodekan, med 1968 in 1970 dekan Filozofske fakultete. Bil je predsednik glavnega uredniškega odbora SSKJ (1984–85), od 1984 pa je bil zaslužni profesor ljubljanske univerze. Izredni (takrat dopisni) član SAZU je bil od 1972, redni član od leta 1981 in od 1986 tudi dopisni član JAZU v Zagrebu (zdaj HAZU), Bil je tudi tajnik II. razreda SAZU od leta 1975 do 1979 in predsednik znanstvenega sveta Inštituta za slovenski jezik Frana Ramovša ZRC SAZU.

## Delo
Po Franu Ramovšu je Tine Logar najpomembnejši slovenski dialektolog. Prehodil je celotno slovensko jezikovno ozemlje in za Slovenski lingvistični atlas zapisal nad 200 govorov. Od leta 1960 je sodeloval pri mednarodnem raziskovalnem programu Slovanski lingvistični atlas, za katerega je od 25 slovarskih točk dialektološko obdelal 8 točk in je bil soavtor prvega fonetskega zvezka (Beograd 1988). Je tudi glavni slovenski avtor v delu Fonološki opisi. V Dialektoloških študijah I–XVI (Slavistična revija, 1954–72) je objavil večino svojih novih dognanj o slovenskih narečjih. Pomemben je tudi Logarjev prispevek pri spoznavanju slovenskih zamejskih narečij v Italiji, Avstriji in na Madžarskem. Novo podobo slovenskih narečij prikazuje Karta slovenskih narečij (1983), ki jo je izdal skupaj z Jakobom Riglerjem. Jezikoslovne izkušnje pri preučevanju slovenskih narečij je več kot tri desetletja kot profesor prenašal na nove rodove slovenistov. Njegova dela so znana v mednarodni slavistiki (objave v tujih znanstvenih revijah, predavanja na številnih evropskih univerzah), posebno učinkovite so bile njegove slovenistične pobude ob poletnih seminarjih za tuje slaviste, na katerih je redno predaval.
Dialektološke in jezikovnozgodovinske razprave (1996).